# Konská, Cehia
Konská este un sat din okresul Frýdek-Místek, Regiunea Moravia-Silezia, Cehia.

## Istorie
Așezarea a fost prima dată amintită într-un document latin al Arhiepiscopiei Romano-Catolice de Wroclaw numit Liber fundationis episcopatus Vratislaviensis din jurul anului 1305.

## Personalități
- Jan Kubisz, pedagog și poet polonez.
- Józef Buzek, economist și politician polonez
- Jan Buzek, fizician și politician polonez,
- Paweł Kubisz, poet și jurnalist polonez
- Adam Wawrosz, scriitor și activist polonez
- Jerzy Buzek, prim-ministru al Poloniei; și-a petrecut copilăria în acest sat